# Tant qu'il y aura des hommes
Pour les articles homonymes, voir From Here to Eternity.
Pour l'album d'Amanda Lear, voir Tant qu’il y aura des hommes (album).
Pour plus de détails, voir Fiche technique et Distribution.
Tant qu'il y aura des hommes (From Here to Eternity) est un film américain en noir et blanc de Fred Zinnemann, réalisé en 1953.
Le film a remporté huit Oscars en 1954 dont ceux du meilleur film, meilleur réalisateur et des meilleurs seconds rôles à Frank Sinatra et Donna Reed. Il a été désigné « film culturellement significatif » par la Bibliothèque du Congrès des États-Unis et a donné lieu à une série télévisée en 1979 aux États-Unis avec Natalie Wood.
Fred Zinnemann signe un film en forme de réquisitoire contre les mœurs brutales et le délabrement moral des institutions militaires. Baignant dans un climat de perplexité morale digne d’un « film noir », la mise en scène de Zinnemann s’appuie sur l’efficacité du scénario de Daniel Taradash (tiré du roman homonyme de James Jones paru en 1952, l’un des rares sur la vie à Pearl Harbor au début des années 1940, avec ses garnisons et ses bordels) et sur une distribution d’acteurs et actrices judicieusement à contre-emploi.

## Synopsis
1941. Récemment transféré à la caserne de Schofield dans les îles Hawaï, Robert Lee Prewitt (Montgomery Clift), ancien boxeur, est sollicité par le capitaine Holmes pour remonter sur le ring afin de défendre l'honneur du régiment et favoriser la propre promotion du capitaine. Mais Prewitt, qui a rendu un homme aveugle lors d'un précédent combat, refuse et va faire l'objet de constantes brimades et humiliations dans cette base où les déchirements et les rencontres amoureuses vont prendre une portée symbolique à la veille de l'attaque japonaise sur Pearl Harbor.

## Fiche technique
- Titre français : Tant qu'il y aura des hommes
- Titre original : From Here to Eternity
- Réalisation : Fred Zinnemann, assisté d'Earl Bellamy
- Scénario : Daniel Taradash, d'après le roman de James Jones
- Musique : George Duning et Morris Stoloff
- Chansons : Paroles de Robert Wells
- Directeurs de la photographie : Burnett Guffey, Floyd Crosby
- Directeur artistique : Cary Odell
- Décorateur : Frank Tuttle
- Costumes : Jean Louis
- Ingénieur du son : Lodge Cunningham
- Monteur : William A. Lyon
- Producteur : Buddy Adler
- Production et distribution : Columbia Pictures (États-Unis)
- Pays de production :  États-Unis
- Langue : anglais
- Dates de tournage : de mars à juin 1953
- Tournage extérieur : Hawaii
- Format : Noir et blanc - 1.37:1 - Son monophonique (Western Electric Recording) - 35 mm
- Genre : Drame, romance et guerre
- Durée : 118 minutes
- Dates de sortie :
  - États-Unis : 5 août 1953
  - France : 25 mars 1954
- Affiches : Constantin Belinsky, Boris Grinsson, Guy-Gérard Noël (France)

## Distribution
- Burt Lancaster (VF : Robert Dalban) : First Sergeant (adjudant) Milton Warden, l'adjudant de compagnie du capitaine Holmes
- Montgomery Clift (VF : Roger Rudel) : Private (2e classe) Robert Lee Prewitt
- Deborah Kerr (VF : Lily Baron) : Karen Holmes, épouse du capitaine
- Donna Reed (VF : Jacqueline Ferrière) : Lorene / Alma Burke, amante de Prewitt
- Frank Sinatra (VF : Michel Gudin) : Private Angelo Maggio
- Philip Ober (VF : Jean-Henri Chambois) : Capitaine Dana "Dynamite" Holmes
- Mickey Shaughnessy (VF : Henri Charrett) : Sergent fourrier Leva
- Harry Bellaver : Mazzioli
- Ernest Borgnine (VF : Jacques Erwin) : Staff sergeant (Sergent chef) James «Fatso (Gras Double) » Rudson, chef des gardes de la section disciplinaire et pianiste de bar
- Jack Warden (VF : Jean Clarieux) : Buckley
- Barbara Morrison (VF : Hélène Tossy) : Mme Kipfer, tenancière du "New Congress Club"
- John Dennis : Sergent Ike Galovitch, boxeur
- Merle Travis : Sal Anderson
- Tim Ryan : Pete Karelsen
- Arthur Keegan : Treadwell

Et, parmi les acteurs non crédités :
- George Reeves : Sergent Maylon Stark (coupé au montage)
- Claude Akins : Sergent 'Baldy' Dhom
- Alvin Sargent : Nair
- Willis Bouchey : Un lieutenant-colonel
- John Bryant : Captain G.R. Ross
- Douglas Henderson : Corporal Champ Wilson
- Robert Karnes : Sergent Turp Thornhill
- Fay Roope : Général Slater
- Lee Van Cleef : Un soldat
- Robert J. Wilke : Sergent Henderson
- Carleton Young : Colonel Ayres
- Kristine Miller : Georgette
- Jean Willes : Annette, réceptionniste du club

## Musique
- Re-Enlistment  Blues interprété par Merle Travis, écrit par James Jones, Fred Karger et  Robert Wells
- Danny Stewart and His Islanders (Danny Stewart et ses Hawaïens) :

- I'll see you in Hawaii
- Nohea
- Beer Barrel Polka joué  au piano par Fatso, le sergent-chef incarné par Ernest Borgnine
- Improvisation  au clairon  par Prewitt, Montgomery Clift doublé par Manny Klein, non crédité
- Taps (sonnerie), sonnerie au clairon par Prewitt  Montgomery Clift

## Distinctions

### Récompenses
- Oscars 1954
  - Oscar du meilleur film
  - Oscar du meilleur réalisateur pour Fred Zinnemann
  - Oscar du meilleur scénario
  - Oscar de la meilleure photographie
  - Oscar du meilleur son
  - Oscar du meilleur montage
  - Oscar du meilleur acteur dans un second rôle pour Frank Sinatra
  - Oscar de la meilleure actrice dans un second rôle pour Donna Reed
- Golden Globes 1954
  - Golden Globe de la meilleure réalisation pour Fred Zinnemann
  - Golden Globe du meilleur acteur dans un second rôle pour Frank Sinatra
- 1953 : Meilleur film au New York Film Critics Circle
- Directors Guild of America Award de la meilleure réalisation pour un film

### Nominations
- Oscars 1954
  - Oscar de la meilleure actrice pour Deborah Kerr
  - Oscar du meilleur acteur pour Burt Lancaster et Montgomery Clift
  - Oscar de la meilleure musique de film pour George Duning et Morris Stoloff
  - Oscar de la meilleure création de costumes
  - Oscar du meilleur montage
- British Academy Film Award du meilleur film lors de la 7e cérémonie des British Academy Film Awards

### Sélection
Le film a été présenté en sélection officielle en compétition au Festival de Cannes 1954.